# Stainforth (Yorkshire du Nord)
Pour les articles homonymes, voir Stainforth.
Stainforth est un village et une paroisse civile du Yorkshire du Nord, en Angleterre.